# Operation Fortune: Ruse de Guerre
Operation Fortune: Ruse de Guerre (bra: Esquema de Risco: Operação Fortune; prt: Operação Fortune: Missão Mortífera)  é um filme de comédia de ação e espionagem de 2023 dirigido por Guy Ritchie e estrelado por Jason Statham, Aubrey Plaza, Josh Hartnett, Cary Elwes, Bugzy Malone e Hugh Grant. O filme é sobre um espião, Orson Fortune, que deve recuperar um dispositivo de alta tecnologia roubado antes que um traficante de armas possa vendê-lo ao maior lance.
Operation Fortune: Ruse de Guerre foi lançado nos cinemas em territórios internacionais em 4 de janeiro de 2023 e nos Estados Unidos em 3 de março.

## Premissa
Uma gangue de mafiosos ucranianos consegue roubar um dispositivo conhecido como "The Handle"; seu valor é estimado em bilhões. O governo britânico contrata Nathan Jasmine para recuperar o Handle antes que o bilionário traficante de armas Greg Simmonds possa vendê-lo ao maior lance. Nathan contrata o superespião Orson Fortune para liderar uma equipe composta por Sarah Fidel, JJ Davies e outros. A equipe viaja para Madrid, em busca do mensageiro destinado a transportar o disco rígido contendo os dados do Handle. Sua busca é interrompida por Mike, um rival de Nathan, que parece ter sido contratado para recuperar o Handle. Sarah, uma americana e uma hacker habilidosa, consegue copiar o conteúdo do HD primeiro. Ao saber que Simmonds planeja sediar uma gala de caridade em Cannes, a equipe decide se infiltrar chantageando sua estrela de cinema favorita, Danny Francesco, para ajudá-los a distrair Simmonds.
Simmonds convida Danny e Michaela, o disfarce de Sarah como sua namorada, para passar algum tempo em sua vila turca em Antalya. Orson se infiltra na casa da máfia ucraniana para ajudar Sarah a hackear seus computadores, disfarçando-o como um assalto. O governo britânico avisa Nathan que o Handle é uma IA avançada capaz de ser programada para derrotar qualquer sistema de segurança do mundo. Ao saber que a troca pelo Handle ocorrerá em Antalya, a equipe viaja para a Turquia. Enquanto Simmonds mostra a Danny suas recordações, Orson e JJ trabalham para rastrear um dos espiões de Simmonds dentro do governo turco. Disfarçado como advogado de Simmonds, Orson comparece à troca e a finaliza, mas Mike e seus homens intervêm, resultando na morte de quase todos os presentes e no roubo do Handle. Este incidente deixa claro que Mike se tornou um desonesto e está trabalhando de forma independente. Apesar dos problemas que a equipe lhe causou, Simmonds está disposto a ajudar porque o roubo do Handle por Mike custou a Simmonds sua comissão.
Simmonds diz a eles que os compradores eram dois magnatas da biotecnologia, Trent e Arnold, que estavam acumulando ouro e pretendiam usar o Handle para causar um colapso financeiro mundial. Enquanto Orson e JJ passam por uma forte segurança no nível do solo, Simmonds e Danny sobem na torre onde Mike está finalizando o acordo para o Handle com os magnatas da tecnologia. Simmonds mostra a eles como ele poderia facilmente matar seus entes queridos se não fosse pago pela arma. Ele e Danny conseguem sair antes que todos se voltem uns contra os outros. Quando Orson chega, o único que resta é Mike, então Orson o leva para fora e recupera o Handle. Em Doha, a equipe recebe uma oferta de outro emprego, mas eles decidem sair de férias. Orson diz a eles que usou os lucros do roubo na vila dos ucranianos para financiar o novo filme de Danny, sobre os eventos do filme, com Danny interpretando Simmonds e Simmonds atuando como um produtor no set.

## Elenco
- Jason Statham como Orson
- Aubrey Plaza como Sarah
- Cary Elwes como Nathan
- Hugh Grant como Greg
- Josh Hartnett como Danny
- Bugzy Malone como JJ
- Eddie Marsan como Knighton
- Peter Ferdinando como Mike
- Lourdes Faberes como Emília
- Max Beesley como Ben Harris
- Eugenia Kuzmina como Márcia
- Bestemsu Özdemir como Vivienne
- Kaan Urgancıoğlu como Casa
- Tom Rosenthal como Trent

## Produção
O roteiro foi escrito por Ivan Atkinson, Marn Davies e Ritchie. Produzido pela Miramax, o projeto seria originalmente distribuído pela STX Entertainment.
Em dezembro de 2020, Aubrey Plaza se juntou ao elenco. Em janeiro de 2021, o elenco foi completado com Cary Elwes, Bugzy Malone e Josh Hartnett em papéis coadjuvantes.. Em fevereiro de 2021, Hugh Grant se juntou ao elenco.
As filmagens começaram em 14 de janeiro de 2021, com filmagens ocorrendo em Antalya, Turquia, Farnborough e Qatar. Anteriormente conhecido como Five Eyes (em referência à aliança de inteligência ), o filme foi oficialmente renomeado para Operation Fortune: Ruse de Guerre em setembro de 2021.

## Lançamento
Foi originalmente programado para ser lançado em 21 de janeiro de 2022 e 18 de março de 2022. Em fevereiro de 2022, o filme foi retirado do cronograma de lançamento sem comentários do estúdio.
Relatórios indicam que o filme foi retirado do lançamento, não devido à pandemia de COVID-19 como antes, mas porque apresentava gangsters de nacionalidade ucraniana como os principais capangas do antagonista Greg Simmonds. Os produtores do filme pensaram que seria de mau gosto, à luz da Guerra Russo-Ucraniana em curso que gerou indignação global, que o filme apresentasse "bandidos ucranianos".
Em novembro de 2022, em meio à reestruturação da STX, foi relatado que o filme provavelmente seria lançado no reino unido por meio de um serviço de streaming, enquanto seus distribuidores internacionais ainda prosseguiriam com o lançamento do filme nos cinemas, que começou em 4 de janeiro de 2023. Em 13 de fevereiro de 2023, foi revelado que a Lionsgate comprou os direitos de distribuição nos Estados Unidos e anunciou que o filme seria lançado nos cinemas em 3 de março de 2023 e no Brasil 12 de Janeiro de 2023.
O filme foi lançado através do serviço de streaming Prime Video da Amazon em 7 de abril de 2023.

## Recepção
Operação Fortune: Ruse de Guerre arrecadou US$ 6,5 milhões nos Estados Unidos e Canadá, e US$ 42,5 milhões em outros territórios, para um total mundial de US$ 49 milhões.
No Rotten Tomatoes , o filme tem uma taxa de aprovação de 51% com base em 151 avaliações, com uma classificação média de 5,6/10. O consenso crítico do site diz: " Operação Fortune não consegue acompanhar os melhores filmes de ação modernos, mas tem poder de fogo suficiente para os espectadores que buscam algumas emoções pouco exigentes."
No Metacritic, o filme tem uma pontuação média ponderada de 51 em 100, com base em 35 críticos, indicando "avaliações mistas ou médias". O público pesquisado pelo CinemaScore deu ao filme uma nota média de "B+" em uma escala de A+ a F.